# Karel Štěpán Rakousko-Těšínský
Karel Štěpán Rakousko-Těšínský (5. září 1860 Židlochovice – 7. dubna 1933 Żywiec) byl rakouský arcivévoda a těšínský princ pocházející z tzv. vojevůdcovské linie Habsbursko-Lotrinské dynastie.

## Původ
Byl čtvrtým potomkem arcivévodského páru Karla Ferdinanda z těšínské linie a Alžběty Františky z uherské linie. Starší bratr Karla Štěpána Bedřich (1856–1934) byl polním maršálem a vrchním velitelem c. k. armády za první světové války, hodnosti maršála dosáhl také další bratr arcivévoda Evžen (1863–1954), který byl zároveň velmistrem Řádu německých rytířů. Sestra Marie Kristina (1858–1929) se stala španělskou královnou.

## Námořní kariéra

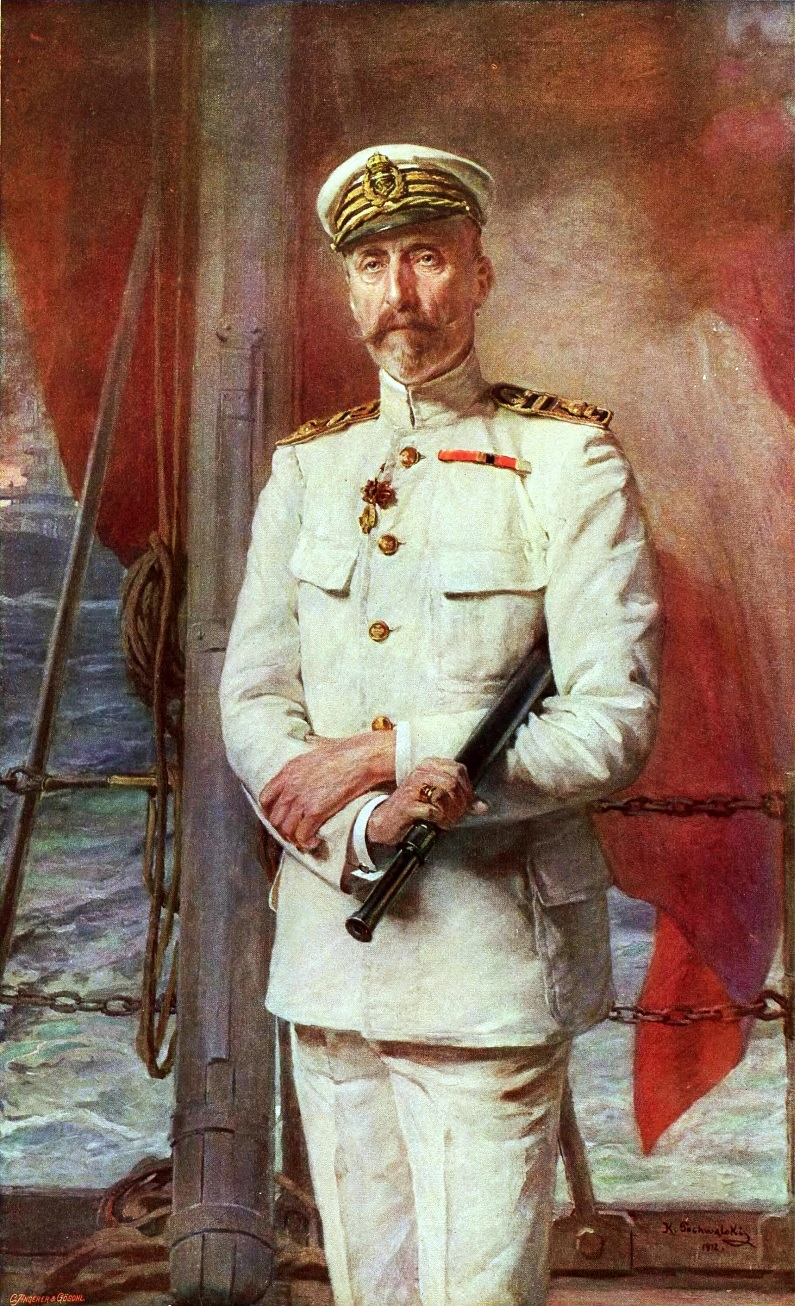
Arcivévoda Karel Štěpán v roce 1912

Studoval nejprve soukromě, od roku 1874 se vzdělával pod dohledem strýce Albrechta. Jako externista studoval v letech 1875–1879 na C. k. námořní akademii v Rijece a v roce 1879 vstoupil k námořnictvu v hodnosti praporčíka. V letech 1879–1880 absolvoval zaoceánskou plavbu na korvetě SMS Saida pod velením kapitána Johanna Pelzela, jako osobní doprovod mu byl přidělen pozdější vrchní velitel námořnictva Hermann von Spaun. Cesta vedla podél břehů Afriky do Kapského Města, poté do jižní Ameriky, Karibiku a New Yorku. Jako nižší důstojníci se plavby zúčastnili také další pozdější významní námořní velitelé (Gustav Brosch, Franz von Löfler, Rudolf Benigni). Po návratu z cesty byl Karel Štěpán v hodnosti poručíka I. třídy (1881) přidělen ke sborovému námořnímu velitelství v Pule, vystřídal službu na dalších lodích a také u jednotek námořní pěchoty. V roce 1884 byl povýšen na korvetního kapitána a v letech 1885–1886 působil u Námořního technického výboru. 
K datu 24. října 1886 byl povýšen na fregatního kapitána a stal se velitelem křižníku SMS Panther. Krátce působil u námořního arzenálu v Pule a na pozici velitele křižníku SMS Leopold se zúčastnil císařských námořních manévrů (1887). Jako velitel křižníku SMS Tiger byl zároveň velitelem torpédové flotily (1888), poté znovu velel jednotkám námořní pěchoty v Pule (1888-1890). Dne 26. dubna 1890 obdržel hodnost kapitána řadové lodi a vystřídal velení křižníku SMS Kaiser Franz Joseph I. a bitevní lodi SMS Don Juan d'Austria (1890-1892). 
Od roku 1893 zastával funkci velitele námořní divize a 27. října 1893 získal hodnost kontradmirála. Jako divizní velitel absolvoval v roce 1895 misi do Severního moře. Z aktivní služby vystoupil v roce 1896, nadále ale zůstal formálně součástí velení sborového námořního velitelství v Pule, kde také trvale žil. Později byl povýšen na viceadmirála (27. dubna 1901) a nakonec dosáhl hodnosti admirála (29. října 1911). 

## Kandidát na polský trůn
V roce 1915, po dobytí Ruského Polska se o Karlu Štěpánovi uvažovalo jako o jednom z možných kandidátů na nově obnovený polský trůn. V Polsku byl velmi oblíben jak na poli církevním, tak u konzervativců i rolníků. Podporu měl i u bulharského cara a pruského císaře. Tento plán ztroskotal na odmítavém stanovisku vídeňského dvora v čele s císařem Karlem I., který měl v plánu rakousko-polské řešení. Neschopnost domluvy centrálních mocností bylo jedním z důvodů nového uspořádání a vzniku II. polské republiky.

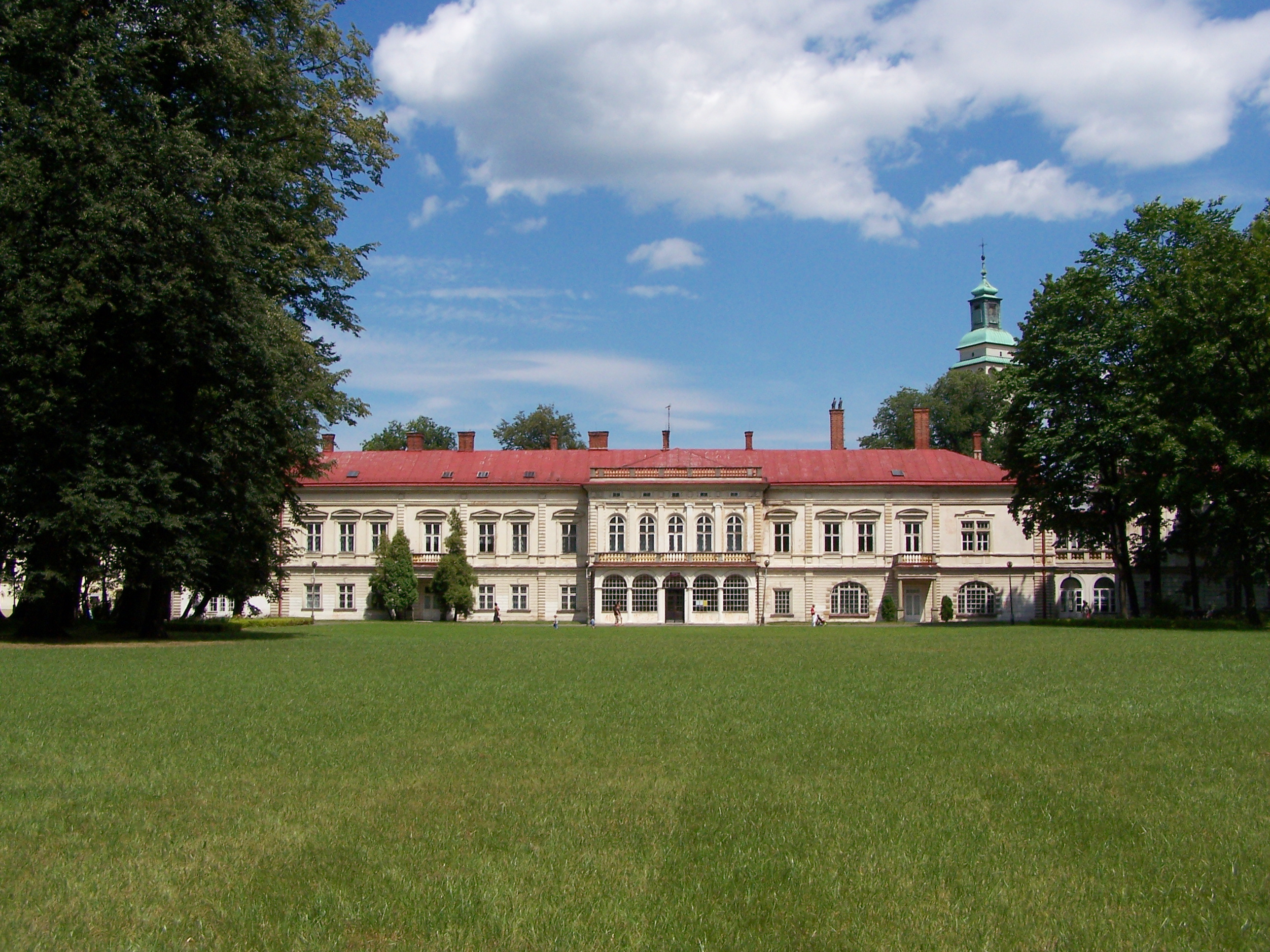
Palác Habsburků v Żywiecu

## Soukromý život
Karel Štěpán byl spíše uzavřené povahy a většinu let strávil hospodařením na svých statcích v Żywieci, které zdědil po strýci Albrechtovi. Zde se věnoval svým koníčkům, mezi které patřilo zahradničení a krajinomalba, velmi dobře hrál na klavír. Domluvil se polsky, česky a maďarsky. Rád cestoval na svá sídla, která si pořídil díky zděděným financím. Na ostrově Lošinj ležícím v jaderském moři si nechal postavit vilu a ve Vídni koupil městský palác. Byl v úzkém kontaktu se španělským a pruským královským dvorem.
V roce 1924 daroval 10 000 hektarů půdy krakovské Akademii věd, ve které působil do roku 1918 jako její protektor. Ve stáří byl následkem nervového ochrnutí téměř nepohyblivý a zcela odkázaný na péči své ženy Marie Terezie.

## Manželství
Od roku 1886 byl Karel Štěpán ženatý s arcivévodkyní Marií Terezií (1862–1933) z toskánské linie rodu. Marie Terezie byla nositelkou velkokříže Alžbětina řádu a dámou Řádu hvězdového kříže, za první světové války obdržela Vyznamenání za zásluhy o Červený kříž, dále byla nositelkou několika zahraničních ženských řádů. Během manželství se narodilo celkem šest dětí, všechny se narodily v Pule:
- Eleonora Marie (28. listopadu 1886 – 26. května 1974), ⚭ 1913 Alfons von Kloss (9. června 1880 – 25. srpna 1953), morganatické manželství
- Renata Marie (2. ledna 1888 – 16. května 1935), ⚭ 1909 Hieronim Mikołaj Radziwiłł (6. ledna 1885 – 6. dubna 1945)
- Karel Albrecht (18. prosince 1888 – 17. března 1951), ⚭ 1920 Alice Ankarcrona (18. prosince 1889 – 26. listopadu 1985), morganatické manželství
- Mechthilda Marie Kristina (2. ledna 1891 – 2. června 1966), ⚭ 1913 Olgierd Czartoryski (25. října 1888 – 2. února 1977
- Leo Karel (5. července 1893 – 28. dubna 1939), ⚭ 1922 Marie Klotilda z Thuillières, hraběnka de Montjoye-Vaufrey et de la Roche (1893–1978), morganatické manželství
- Vilém (10. února 1895 – 18. srpna 1948), svobodný a bezdětný

## Tituly a vyznamenání

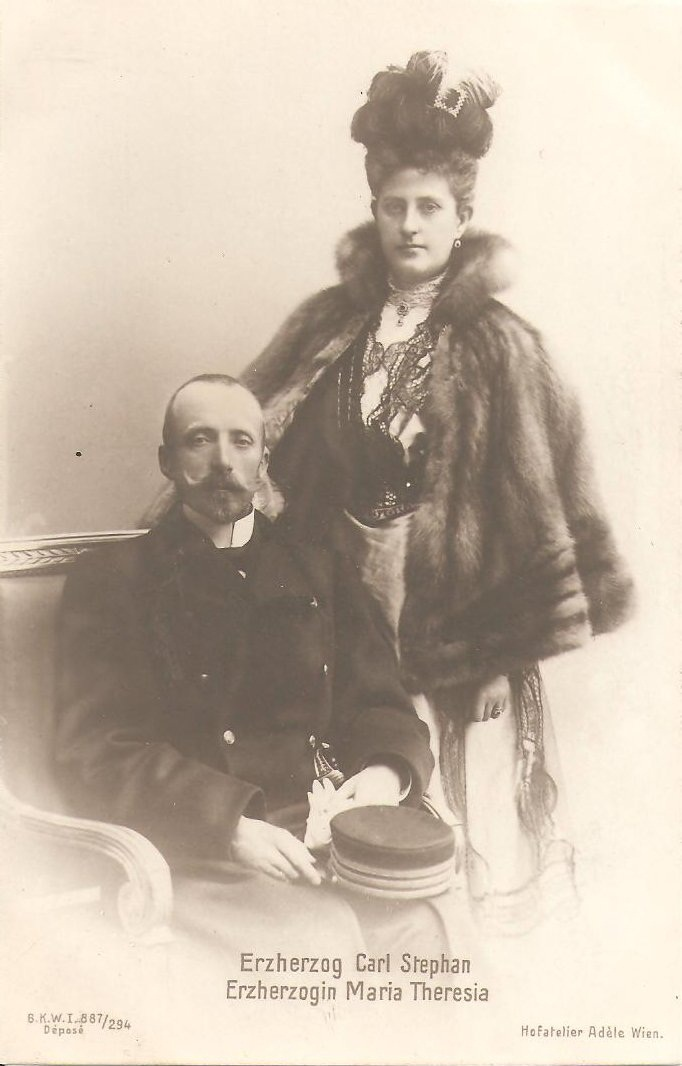
Karel Štěpán s manželkou Marií Terezií

Od narození užíval titul arcivévody s nárokem na oslovení Jeho císařská a královská Výsost (Seine Kaiserliche und Königliche Hoheit). Při dosažení osmnácti let věku se stal automaticky rytířem Řádu zlatého rouna (1878) a od roku 1885 byl členem Panské sněmovny. Od roku 1890 byl čestným majitelem pěšího pluku č. 8. Angažoval se také ve spolkovém životě a za první světové války i v charitě, od roku 1916 byl protektorem Akademie umění v Krakově. Během služby u námořnictva získal řadu vyznamenání v Rakousku-Uhersku i v zahraničí.

### Rakousko-Uhersko
- Řád zlatého rouna (1878)
- Jubilejní pamětní medaile (1898)
- Vojenský jubilejní kříž (1908)
- velkokříž Královského uherského řádu svatého Štěpána (1912)
- Vyznamenání za zásluhy o Červený kříž s válečnou dekorací (1915)
- Vojenský záslužný kříž (1915)
- Vojenská záslužná medaile (1915)

### Zahraničí
- velkokříž Řádu württemberské koruny (1876, Württembersko)
- velkokříž Domácího řádu vendické koruny (1876, Meklenbursko)
- velkokříž Řádu Karla III. (1880, Španělsko)
- velkokříž Řádu věže a meče (1880, Portugalsko)
- Řád knížete Danila I. I. třídy (1881, Černá Hora)
- velkokříž Řádu Spasitele (1884, Řecko)
- velkokříž Řádu svatého Josefa (1886, Toskánsko)
- rytířský kříž Řádu Serafínů (1890, Švédsko)
- rytířský kříž Řádu slona (1890, Dánsko)
- velkokříž Řádu Kristova (1890, Portugalsko)
- velkokříž Řádu avizských rytířů (1890, Portugalsko)
- velkokříž Vévodského sasko-ernestinského domácího řádu (1890, Sasko-Altenbursko)
- velkokříž Maltézského řádu (1892, Řád maltézských rytířů)
- rytíř Řádu černé orlice (1895, Německo)
- Řád Osmanie I. třídy (1906, Osmanská říše)
- velkokříž Řádu Leopolda (1917, Belgie)
- Železný půlměsíc (1917, Osmanská říše)

## Vývod z předků
|                           |                                              |  |                               |                                    |  |  |  |  |  |  |  | František I. Štěpán Lotrinský |
|                           |                                              |  |                               |                                    |  |  |  |  |  |  |  |                               |
|                           | Leopold II.                                  |  |                               |                                    |  |  |  |  |  |  |  |                               |
|                           |                                              |  |                               |                                    |  |  |  |  |  |  |  |                               |
|                           |                                              |  |                               | Marie Terezie                      |  |  |  |  |  |  |  |                               |
|                           |                                              |  |                               |                                    |  |  |  |  |  |  |  |                               |
|                           | Karel Ludvík Rakousko-Těšínský               |  |                               |                                    |  |  |  |  |  |  |  |                               |
|                           |                                              |  |                               |                                    |  |  |  |  |  |  |  |                               |
|                           |                                              |  |                               | Karel III. Španělský               |  |  |  |  |  |  |  |                               |
|                           |                                              |  |                               |                                    |  |  |  |  |  |  |  |                               |
|                           | Marie Ludovika Španělská                     |  |                               |                                    |  |  |  |  |  |  |  |                               |
|                           |                                              |  |                               |                                    |  |  |  |  |  |  |  |                               |
|                           |                                              |  |                               | Marie Amálie Saská                 |  |  |  |  |  |  |  |                               |
|                           |                                              |  |                               |                                    |  |  |  |  |  |  |  |                               |
|                           | Karel Ferdinand Rakousko-Těšínský            |  |                               |                                    |  |  |  |  |  |  |  |                               |
|                           |                                              |  |                               |                                    |  |  |  |  |  |  |  |                               |
|                           |                                              |  |                               | Karel Kristián Nasavsko-Weilburský |  |  |  |  |  |  |  |                               |
|                           |                                              |  |                               |                                    |  |  |  |  |  |  |  |                               |
|                           | Fridrich Vilém Nasavsko-Weilburský           |  |                               |                                    |  |  |  |  |  |  |  |                               |
|                           |                                              |  |                               |                                    |  |  |  |  |  |  |  |                               |
|                           |                                              |  |                               | Karolína Oranžsko-Nasavská         |  |  |  |  |  |  |  |                               |
|                           |                                              |  |                               |                                    |  |  |  |  |  |  |  |                               |
|                           | Jindřiška Nasavsko-Weilburská                |  |                               |                                    |  |  |  |  |  |  |  |                               |
|                           |                                              |  |                               |                                    |  |  |  |  |  |  |  |                               |
|                           |                                              |  |                               | Vilém Jiří z Kirchbergu            |  |  |  |  |  |  |  |                               |
|                           |                                              |  |                               |                                    |  |  |  |  |  |  |  |                               |
|                           | Luisa Isabela z Kirchbergu                   |  |                               |                                    |  |  |  |  |  |  |  |                               |
|                           |                                              |  |                               |                                    |  |  |  |  |  |  |  |                               |
|                           |                                              |  |                               | Isabela Augusta Reuss Greiz        |  |  |  |  |  |  |  |                               |
|                           |                                              |  |                               |                                    |  |  |  |  |  |  |  |                               |
| 'arcivévoda Karel Štěpán' |                                              |  |                               |                                    |  |  |  |  |  |  |  |                               |
|                           |                                              |  |                               |                                    |  |  |  |  |  |  |  |                               |
|                           |                                              |  | František I. Štěpán Lotrinský |                                    |  |  |  |  |  |  |  |                               |
|                           |                                              |  |                               |                                    |  |  |  |  |  |  |  |                               |
|                           | Leopold II.                                  |  |                               |                                    |  |  |  |  |  |  |  |                               |
|                           |                                              |  |                               |                                    |  |  |  |  |  |  |  |                               |
|                           |                                              |  |                               | Marie Terezie                      |  |  |  |  |  |  |  |                               |
|                           |                                              |  |                               |                                    |  |  |  |  |  |  |  |                               |
|                           | Josef Habsbursko-Lotrinský                   |  |                               |                                    |  |  |  |  |  |  |  |                               |
|                           |                                              |  |                               |                                    |  |  |  |  |  |  |  |                               |
|                           |                                              |  |                               | Karel III. Španělský               |  |  |  |  |  |  |  |                               |
|                           |                                              |  |                               |                                    |  |  |  |  |  |  |  |                               |
|                           | Marie Ludovika Španělská                     |  |                               |                                    |  |  |  |  |  |  |  |                               |
|                           |                                              |  |                               |                                    |  |  |  |  |  |  |  |                               |
|                           |                                              |  |                               | Marie Amálie Saská                 |  |  |  |  |  |  |  |                               |
|                           |                                              |  |                               |                                    |  |  |  |  |  |  |  |                               |
|                           | Alžběta Františka Marie Habsbursko-Lotrinská |  |                               |                                    |  |  |  |  |  |  |  |                               |
|                           |                                              |  |                               |                                    |  |  |  |  |  |  |  |                               |
|                           |                                              |  |                               | Fridrich II. Evžen Württemberský   |  |  |  |  |  |  |  |                               |
|                           |                                              |  |                               |                                    |  |  |  |  |  |  |  |                               |
|                           | Ludvík Württemberský                         |  |                               |                                    |  |  |  |  |  |  |  |                               |
|                           |                                              |  |                               |                                    |  |  |  |  |  |  |  |                               |
|                           |                                              |  |                               | Bedřiška Braniborsko-Schwedtská    |  |  |  |  |  |  |  |                               |
|                           |                                              |  |                               |                                    |  |  |  |  |  |  |  |                               |
|                           | Marie Dorotea Württemberská                  |  |                               |                                    |  |  |  |  |  |  |  |                               |
|                           |                                              |  |                               |                                    |  |  |  |  |  |  |  |                               |
|                           |                                              |  |                               | Karel Kristián Nasavsko-Weilburský |  |  |  |  |  |  |  |                               |
|                           |                                              |  |                               |                                    |  |  |  |  |  |  |  |                               |
|                           | Henrietta Nasavsko-Weilburská                |  |                               |                                    |  |  |  |  |  |  |  |                               |
|                           |                                              |  |                               |                                    |  |  |  |  |  |  |  |                               |
|                           |                                              |  |                               | Karolína Oranžsko-Nasavská         |  |  |  |  |  |  |  |                               |
|                           |                                              |  |                               |                                    |  |  |  |  |  |  |  |                               |